# Saint-Séglin
Saint-Séglin é uma comuna francesa na região administrativa da Bretanha, no departamento Ille-et-Vilaine. Estende-se por uma área de 9,3 km². Em 2010 a comuna tinha 578 habitantes (densidade: 62,2 hab./km²).